# Толстяк Олександр Аркадійович
Олександр Аркадійович Толстяк (нар. 4 лютого 1990, Нетішин, Хмельниька область) — український футболіст, півзахисник.

## Клубна кар'єра
Вихованець футбольної школи нетішинського «Енергетик», у ДЮСШ крім рідної команди грав за київський РВУФК
Розпочав професійну футбольну кар'єру 2008 року у алчевській «Сталі-2» в чемпіонаті області. Був найкращим гравцем клубу..
У «Оболоні» дебютував 2010 року. Спочатку виступав у молодіжній першості, де забив 15 голів у 28 матчах
11 березня 2011 року дебютував у Прем'єр-лізі України у домашній грі проти запорізького «Металурга»,вийшовши на заміну замість Олександра Бондаренка.
У 2014 році підписав контракт з чернівецькою «Буковиною».

## Виступи за збірні
У березні 2010 викликався до молодіжної збірної України.